# Viola sempervirens
Viola sempervirens Greene – gatunek roślin z rodziny fiołkowatych (Violaceae). Występuje naturalnie w Kanadzie (w prowincji Kolumbia Brytyjska) oraz Stanach Zjednoczonych (na Alasce, w Kalifornii, Idaho, Oregonie i stanie Waszyngton). W całym swym zasięgu jest gatunkiem najmniejszej troski, ale regionalnie – na Alasce – jest krytycznie zagrożony. 

## Morfologia

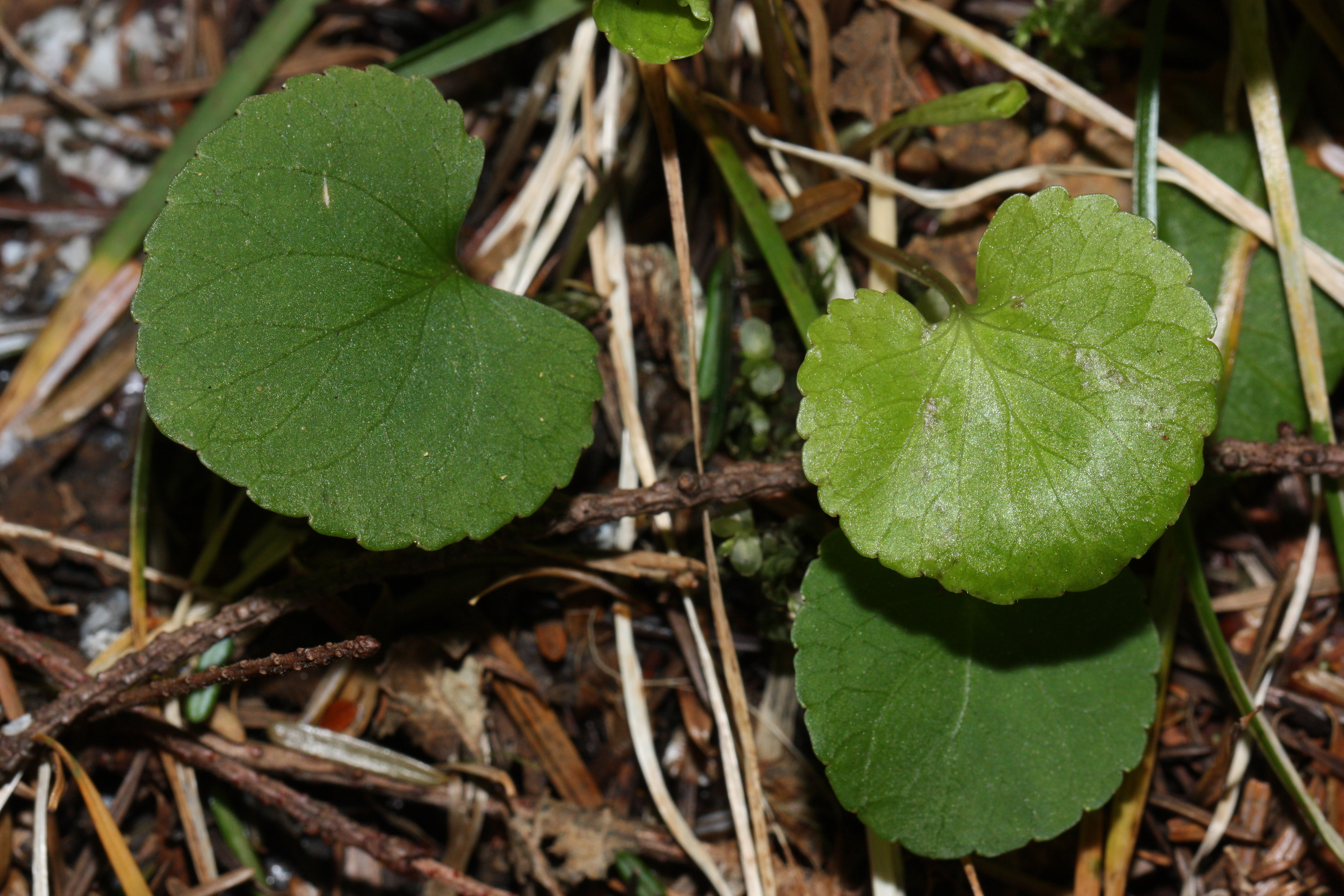
Liście

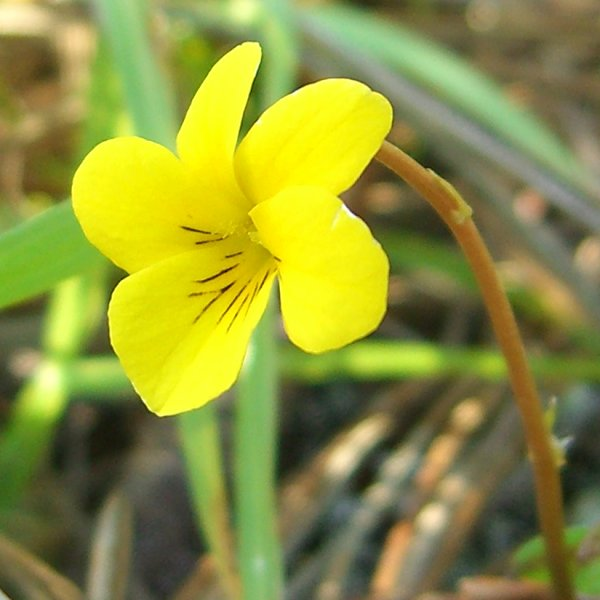
Kwiat

PokrójBylina dorastająca do 10–30 cm wysokości. Tworzy zielone lub czerwonawe, liściaste rozłogi, czasem ukorzeniające się w węzłach, z wiekiem stają się zdrewniałe. Łodyg jest od jednej do pięciu, są wyprostowane, rozłożyste, nagie lub słabo owłosione, wyrastają z tegorocznych lub zeszłorocznych pędów, na zwykle pionowych, mięsistych kłączach, ukorzeniają się i tworzą rozety na ich końcach lub w ich pobliżu. Ukorzenione rozety często przybierają mięsistą formę i powstają z niej nowe łodygi.
LiścieSą wiecznie zielone. Liście odziomkowe są od jednego do sześciu (sporadycznie do dziesięciu), ich blaszka liściowa ma kształt od okrągłego do owalnego, mierzy 1–4,5 cm długości oraz 2–3,9 cm szerokości, jest karbowana na brzegu, ma nasadę od sercowatej do ściętej i tępy lub nagle zaostrzony wierzchołek, jej powierzchnia jest naga lub z rozproszonym owłosieniem na jednej lub obu stronach, często z purpurowymi plamkami, ogonek liściowy jest nagi i osiąga 2–16 cm długości, przylistki są od deltoidalnych do owalnych lub równowąsko lancetowatych, całobrzegie lub gruczołowato ząbkowane na brzegu, o ostrym lub długo spiczastym wierzchołku. Liście łodygowe są podobne, lecz blaszka liściowa mierzy 1,2–2,2 cm długości i szerokości, mają krótsze ogonki liściowe (0,3–3 cm długości), a przylistki są od deltoidalnych do lancetowatych, całobrzegie lub skąpo ząbkowane na brzegu.
KwiatyPojedyncze, osadzone na nagich szypułkach o długości 5-10 cm, wyrastających z kątów pędów. Mają działki kielicha o kształcie od lancetowatego do owalnie lancetowatego. Płatki mają cytrynowożółtą barwę na obu powierzchniach, trzy płatki dolne (czasami również dwa górne) mają brązowo-fioletowe żyłki, dwa boczne są brodate, najniższy płatek mierzy 8-17 mm długości, posiada garbatą ostrogę o długości 1-2,5 mm i żółtej lub białawej barwie. Główka słupka jest brodata.
OwoceNagie torebki z purpurowymi plamkami, mierzące 5-8 mm długości, o kształcie od kulistego do jajowatego. Nasiona maja brązową barwę z purpurowymi przebarwieniami, osiągają 2–2,5 mm długości.
Gatunki podobneRoślina ze względu na wyprostowany, rozłożysty pokrój jest podobna do V. walteri. Z kolei jej liściaste łodygi przypominają liściaste  rozłogi fiołka wonnego.

## Biologia i ekologia
Rośnie w lasach – w Kalifornii przeważnie w towarzystwie sekwoi wieczniezielonej, natomiast w Oregonie i stanie Waszyngton, daglezji zielonej. Występuje na wysokości od 30 do 1400 m n.p.m. Kwitnie od stycznia do lipca. 
Liczba chromosomów 2n = 24, 48.